# Munira bella
Munira bella là một loài ruồi trong họ Tachinidae.